# Лонгвили
Валуа-Лонгвиль (Orléans-Longueville) — побочная ветвь второго Орлеанского дома рода Валуа, ведущая происхождение от знаменитого полководца Жана Орлеанского (1402—68), который был пожалован в 1439 году титулом графа Дюнуа, а в 1443 году — графа Лонгвиля (южнее Дьепа, в Нормандии) и Танкарвиля. В начале XVI века Лонгвили приобрели владение суверенным княжеством Невшатель и получили от короля Людовика XII герцогский титул. В 1571 году Карл IX признал главу рода «принцем крови», а Людовик XIV в 1653 году подтвердил этот высокий статус. Последний из Лонгвилей умер в 1694 году, однако побочная ветвь — маркизы де Ротлен — просуществовала до самой Французской революции.
Сын графа Дюнуа, Франциск (1447—91), проживал в своих имениях в Дюнуа, занимаясь украшением родового замка в Шатодёне. Королю Людовику XII он приходился двоюродным братом, а Людовику XI — свояком. Он положил начало близости Лонгвилей с Савойским домом, взяв в жёны Агнессу Савойскую (1445—1508) младшую дочь Анны де Лузиньян и герцога Савойского. Их дети, таким образом, приходились Карлу VIII двоюродными братьями. Франциск содействовал браку своей племянницы Иоланды де ла Эй с герцогом Немурским.
Его младший сын, кардинал Жан Лонгвиль, занимал епископскую кафедру в Орлеане и архиепископскую в Тулузе, а старший, Франциск II (1478—1513), достроил Лонгвильское крыло в Шатоденском замке и принялся за перестройку средневекового замка Бланди. По случаю его брака с сестрой последнего герцога Алансонского (1505) Людовик XII возвёл графство Лонгвиль в степень герцогства. Дети его умерли в раннем возрасте, а вдова вышла замуж за Карла Вандомского. От этого брака родился король Антуан Наваррский.
Людовик I (1480—1516), королевский наместник Прованса, унаследовавший герцогский титул после смерти брата, к тому времени обеспечил будущее своего потомства браком с Иоганной Хахберг-Заузенбергской, наследницей обширных наделов на правом берегу Рейна под Базелем, включавших в себя также княжество Невшатель. В «битве шпор» он попал в плен к англичанам и по прибытии в Лондон договорился о браке французского короля Людовика XII с Марией Тюдор. Его старший сын Клод в 16 лет сложил голову при Павии (успев оставить внебрачного сына), а дочь вышла замуж за маркграфа Салуццо из Савойского дома.
После гибели Клода герцогский титул унаследовал его младший брат Людовик II (1510—1537). В 1534 году в Лувре была сыграна его свадьба с Марией де Гиз, будущей шотландской королевой (и матерью Марии Стюарт). Затем титул герцога де Лонгвиля перешёл к их сыну Франциску III (1535—1551), который также умер в юном возрасте.

Младший из сыновей Людовика I, Франциск (1513—1548), никогда не носил герцогского титула. Он именовал себя виконтом де Меленом, принцем де Шательайоном (сеньория на атлантическом побережье) и маркизом де Ротленом (хотя в действительности замок Рёттельн занимал правитель Бадена). Он взял в жёны Жаклин де Роган (1530—1587), ради сестры которой Франциск I выстроил блистательный Шамбор. Под влиянием Кальвина (с которым она состояла в переписке) Жаклин оставила католическое вероисповедание и удалилась в протестантский Невшатель, которым управляла от имени сына и внука. От брака её дочери с первым принцем Конде родился граф Суассонский, унаследовавший резиденцию в Бланди. У Франциска де Ротлена был внебрачный сын, от которого произошёл род графов и маркизов де Ротленов, просуществовавший до Французской революции. 

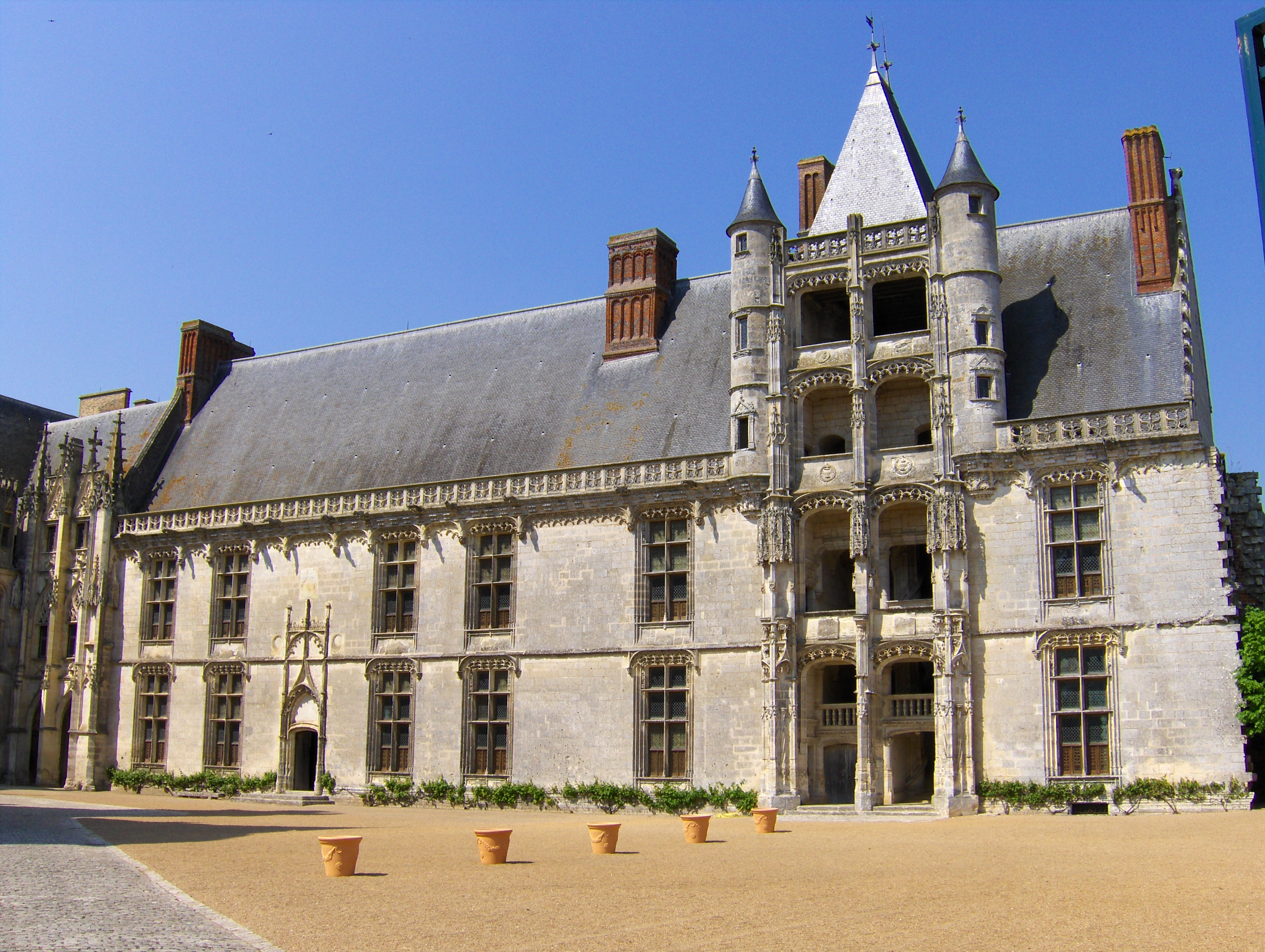
Крыло Лонгвилей в Шатодёнской резиденции

Все последующие Лонгвили происходят от его законнорожденного сына Леонора, герцога Эстутвиля (1540—1573). Этот титул он приобрёл в 1563 году благодаря браку с Марией де Бурбон, герцогиней Эстутевиль — двоюродной сестрой Антуана Наваррского. Пока Леонор был занят на государственной службе, наместничая в Пикардии и Нормандии и предводительствуя королевскими армиями в различных войнах (при Сен-Кантене он попал в плен к имперцам), его супруга управляла Нёвшателем сначала от его имени, а потом от имени их сына и внука. В 1595 году она купила соседнее с Невшателем княжество Валанжен. Предчувствуя династический кризис в доме Валуа и не желая оставлять корону гугенотским вождям из Бурбонов, Карл IX в 1573 году признал Леонора де Лонгвиля принцем крови с правом наследования престола по салическому закону.
Леонор и Мария разделили свои титулы между старшим и младшим сыновьями — Генрихом и Франциском. Последний унаследовал от матери старинный титул графа Сен-Поля, а от супруги (из рода Комонов) — титул маркиза де Фронсака, который Генрих Великий в 1608 году возвысил до герцогского. Этот титул сделался выморочным с гибелью под Монпелье в 1622 году его юного сына Леонора. Старший брат герцога Фронсака, Генрих I де Лонгвиль (1568-95), провёл свою короткую жизнь в сражениях Религиозных войн, сложив голову под Амьеном в чине великого камергера Франции. Женой его была Екатерина Гонзага, дочь герцога и герцогини Неверских и близкая свойственница Гизов.
Генрих II де Лонгвиль (1595—1663) родился всего за 2 дня до гибели отца. Подобно своим предкам, он наместничал в Нормандии и Пикардии. Генрих носил сразу три герцогских титула — Лонгвиля, Эстутвиля и Кюломьера, а также целый букет графских. Несмотря на активное участие во Фронде, он был подтверждён в достоинстве принца крови. Первым браком был женат на дочери графа Суассонского, вторым — на сестре великого Конде, знаменитой Анне-Женевьеве де Бурбон-Конде. По семейной традиции именно она ведала делами в швейцарских владениях Лонгвилей.

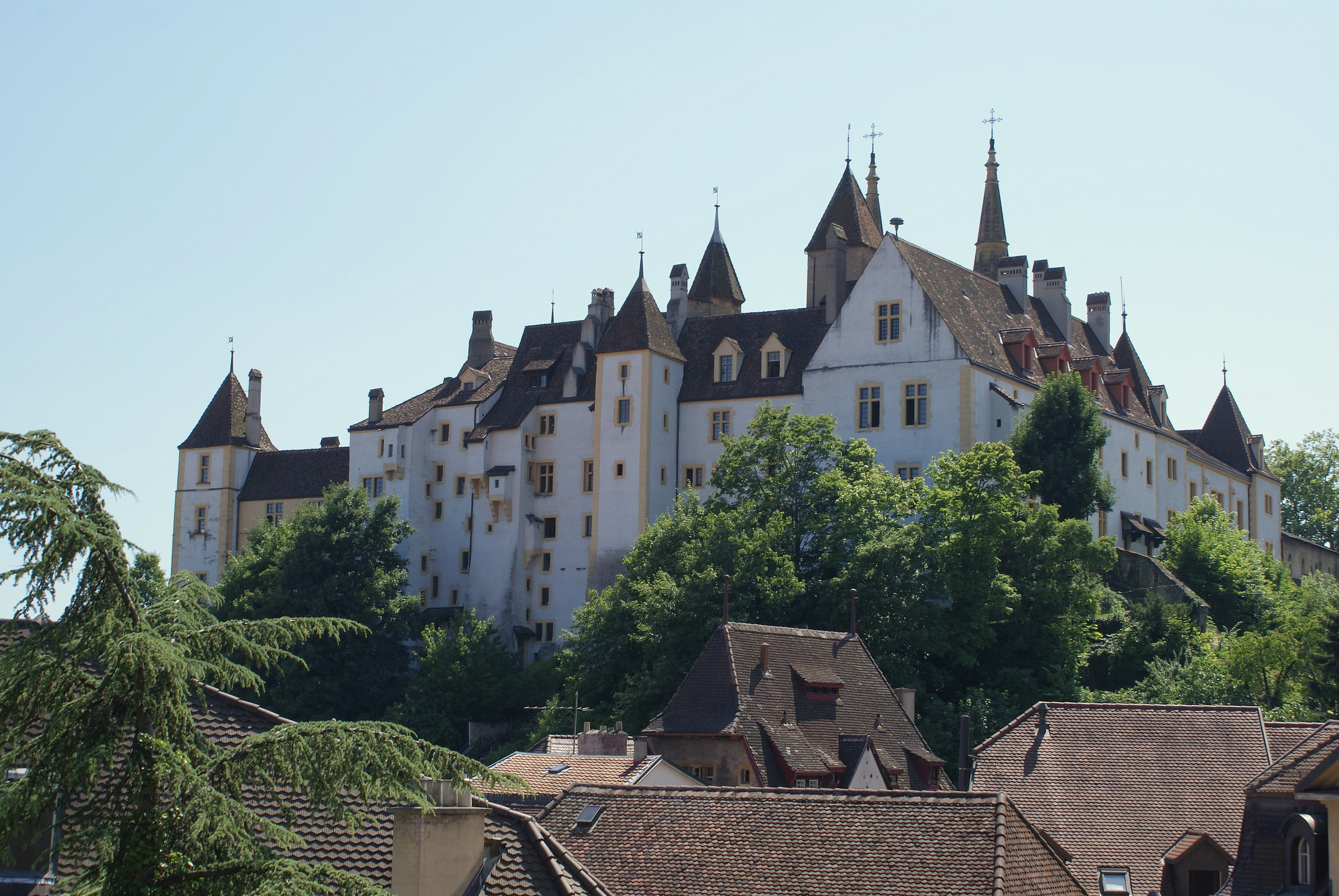
Невшательский замок (Швейцария)

От первого брака у Генриха II была дочь, Мария Немурская, а от второго — сын Жан-Луи (1646—1694), последний герцог Лонгвиль. Поскольку современники считали его слабоумным, за опеку над Жаном-Луи (и его обширными землями) вели спор его мать и сестра. Анна-Женевьева убедила супруга признать как собственного её сына от связи с герцогом Ларошфуко — Шарля-Пари, после чего старший сын был сделан аббатом, а герцогские титулы перешли к младшему. Мария Людовика Гонзага желала видеть его преемником своих мужей на польском престоле, и дело казалось решённым, когда молодой человек неожиданно погиб в первых же сражениях Голландской войны. Герцогский титул вернулся к его старшему брату, аббату.
В 1694 году этот последний из Лонгвилей умер, и многие из их французских титулов как выморочные вернулись к короне. Права на княжество Нёвшательское тут же предъявила Мария Немурская, вступив из-за этого в конфликт с принцем Конти. Ценой удаления из Версаля она смогла передать свои владения двоюродному брату Луи-Анри де Бурбон-Суассону — внебрачному сыну последнего графа Суассонского.
Законность этого наследования оспаривали потомки дочерей Леонора I де Лонгвиля, из которых младшая была за сыном маршала Матиньона, а старшая — за сыном маршала Реца из рода Гонди. Брак с Матиньоном произошёл вопреки воле Лонгвилей. По воспоминаниям герцога Сен-Симона, Мария Немурская категорически отказалась признать притязания Матиньонов (род, впоследствии занимавший престол Монако и построивший Матиньонский дворец), но к притязаниям наследницы Гонди, герцогини Ледигьер, отнеслась более благосклонно. После смерти Марии в 1707 году свои права на нёвшательское наследство предъявляли не менее 15 родственников.
|                           |  |                     |  |                    |
| Замок Рёттельн (Германия) |  | Замок Бланди-ле-Тур |  | Замок Три (Вексен) |